# Ordine del Dragone Giallo
L'Ordine del Dragone Giallo era un ordine cavalleresco dell'Impero cinese.

## Storia
L'Ordine del Trono imperiale venne creato il 20 marzo 1911 dal principe reggente Chun in nome del figlio, l'Imperatore Pu Yi, all'epoca minorenne.
Esso venne creato in un'unica classe e destinato ai membri di case regnanti straniere in segno di amicizia. Assieme agli altri ordini aventi per tema il sacro simbolo del dragone, questa onorificenza costituì una delle ultime onorificenze create dalla Cina imperiale.